# Damian Wojtaszek
Damian Wojtaszek est un joueur polonais de volley-ball né le 7 septembre 1988 à Milicz (voïvodie de Basse-Silésie). Il mesure 1,80 m et joue libero. Il totalise 6 sélections en équipe de Pologne.

## Clubs
| Club                | De        | À         |
| ------------------- | --------- | --------- |
| AZS Pol. Warszawska | 2007-2008 | 2011-2012 |
| Jastrzębski Węgiel  | 2012-2013 | ...       |

## Palmarès
- Challenge Cup
  - Finaliste : 2012